# Castans
Castans település Franciaországban, Aude megyében. Lakosainak száma 127 fő (2022. január 1.). Castans Cabrespine, Lespinassière, Pradelles-Cabardès, Albine, Mazamet és Saint-Amans-Soult községekkel határos.

## Népesség
A település népessége az elmúlt években az alábbi módon változott:
| Lakosok száma | 118  | 124  | 111  | 118  | 108  | 117  | 134  | 133  | 134  | 127  |
|               | 1968 | 1982 | 1990 | 2006 | 2013 | 2015 | 2017 | 2019 | 2020 | 2022 |